# Cmentarz Zamarstynowski we Lwowie
Cmentarz Zamarstynowski we Lwowie – cmentarz w północnej części Lwowa, w rejonie szczewczenkowskim na Zamarstynowie.
Pierwsze pochówki na tym terenie miały miejsce w drugiej połowie XIX wieku, ale dopiero decyzja Wydziału Cmentarzy Narodowych z dnia 2 kwietnia 1917 była oficjalnym pozwoleniem na pochówki na tej nekropolii. Najstarsza część jest cmentarzem miejskim, gdzie chowano polskich mieszkańców Zamarstynowa. Ponieważ była to dzielnica ludzi ubogich toteż cmentarz nie posiadał zbyt wielu grobowców, większość stanowiły mogiły ziemne. Drugą część stanowi cmentarz żołnierzy i jeńców niemieckich, a trzecią cmentarz więźniów i pomordowanych w zamarstynowskim więzieniu, którzy spoczywają w mogiłach zbiorowych. Po repatriacji Polaków w latach 1944-1946 polska część cmentarza zaczęła popadać w zapomnienie, mogiły ziemne zaczęły się zapadać, a grobowce niszczeć. Wiele pomników zniszczyli wandale. Pomiędzy 1945 a 1957 miały miejsce tu jedynie 264 pochówki, w tym pochowano 17 dzieci. Ostatni pogrzeb odbył się 28 kwietnia 1958, datę tę przyjmuje się za dzień zamknięcia nekropolii. W 1967 część cmentarza polskiego i mogiły zbiorowe splantowano przy użyciu ciężkiego sprzętu. Wybudowano tam szkołę, obiekty sportowe i garaże oraz willę kapitana KGB. Na części cmentarza posadzono sad. Dopiero w 1996 przeprowadzono pierwsze prace ekshumacyjne, ale znaleziono jedynie 20 ciał. Wkrótce prace przerwano, przewiduje się, że na obszarze 2,79 ha pochowano kilka tysięcy więźniów. W części cywilnej trudno jest określić liczbę zniszczonych nagrobków. Jedynie część, gdzie spoczywają żołnierze i jeńcy niemieccy została w ostatnich latach uporządkowana i urządzona przez Ludowy Niemiecki Związek Opieki nad Grobami Wojennymi (Volkbund Deutsche Kriegsgräberfürsorge e.V.).